# Paul Jewell
Pour les articles homonymes, voir Jewell.
Paul Jewell, né le 28 septembre 1964 à Liverpool, est un footballeur anglais reconverti en tant qu'entraîneur . 

## Carrière de joueur
Jewell commença sa carrière de footballeur à Liverpool FC mais sans jamais parvenir à se frayer un chemin au sein de l'équipe première des Reds. Il se contenta d'évoluer en réserve. 
Il rejoignit ensuite Wigan Athletic, pour le compte de qui il disputa 137 matchs de championnat et marqua 35 buts. 
Paul rejoint ensuite Bradford City en 1988 pour 80 000 £ et ne tarda pas à justifier le montant de son transfert : en 269 matchs de championnat pour le compte des Bantams, il inscrivit 56 buts.
- 1984-1988 :  Wigan Athletic FC
- 1988-1998 :  Bradford City
- 1995 :  → Grimsby Town Football Club (prêt)

## Carrière d'entraîneur
Après sa carrière de joueur, Jewell resta à Bradford, où il devint le manager de l'équipe réserve en 1996 avant de devenir l'adjoint de Chris Kamara et de remplacer celui-ci en janvier 1998. 
Lors de sa première saison complète en tant que manager de l'équipe première, "PJ" décrocha la timbale : la deuxième position en Division One ouvrit en effet les portes de la Premier League à Bradford. 
Un an plus tard, Paul Jewell parvint à y maintenir le club du Yorkshire mais le quitta afin de reprendre en mains Sheffield Wednesday qui, lui, venait d'être relégué de la Premier League. 
Malheureusement, le manager échoue et est viré avant la fin du championnat. 
Il arrive à Wigan en juin 2001 : sacré champion de Division Two en 2003, il fut tout près d'atteindre les play-offs menant à l'élite anglaise en 2004. 
Ce n'est que partie remise : en mai 2005, en effet, les Latics terminèrent deuxième en Championship (l'ex-First Division) et gagnèrent donc le droit d'évoluer, pour la toute première fois de leur existence, au plus haut niveau. 
Lors de leur première saison en Premier League, les Latics ont surpris tout le monde, terminant à une surprenante 10e place.
Leur seconde saison parmi l'élite, par contre, ne fut pas une sinécure : 17e, Wigan ne se sauva que lors de la dernière journée de championnat.
La semaine suivante, Jewell démissionne de son poste.
Le 28 novembre 2007, il reprit du service à Derby County, dont il ne put éviter la relégation en Championship.
Il n'a, à ce jour, toujours pas gagné le moindre match de championnat à la tête des Rams! Le 29 décembre 2008, il démissionne.
Le 10 janvier 2011, il est nommé à la tête d'Ipswich Town, qui est à la peine en Championship. Il y remplace Roy Keane. D'un commun accord, à la suite des mauvais résultats de l'équipe, il démissionne le 24 octobre 2012.
- jan. 1998-2000 :  Bradford City
- 2000-fév. 2001 :  Sheffield Wednesday
- 2001-2007 :  Wigan Athletic FC
- 2007-fév. 2008 :  Derby County
- jan. 2011-oct. 2012 :  Ipswich Town